# 洪凌 (作家)
洪凌（1971年11月2日—），英文名Lucifer Hung，本名洪泠泠。出生於台中市，國立台灣大學外文系畢業，英國萨塞克斯大学英國文學研究所之「情慾異議與文化變遷」（Sexual Dissidence and Cultural Change）研究課程碩士，香港中文大學文化研究所（Cultural Studies Division）博士。2010年九月起，擔任國立中興大學「人文與社會科學研究中心」博士後研究員；2013年二月起，擔任世新大學性別研究所專任助理教授；2017年二月起，擔任世新大學性別研究所專任副教授。2022年八月起，擔任世新大學性別研究所專任教授。。
洪凌擅長書寫酷兒文學、科幻小說、跨性別創作、動漫畫評論、文學評論、電影與文化政治批評等。台大外文系教授劉亮雅謂其作品「乖張挑釁中帶著純真與濃厚的浪漫愛情情愫」。
自從1980年代後期開始發表作品，長期於《先鋒動畫》、《神奇地帶》、《漢堡漫畫》、《破週報》、《自立晚報副刊》等報章雜誌撰寫專欄。1994年獲全球華人科幻小說獎優選，次年出版第一本中短篇小說集《肢解異獸》。1990年代中期，由皇冠出版社推廣，洪凌与陳雪、纪大伟、曾陽晴等作家在台湾文坛掀起新感官小说的风潮。洪凌的創作與理論研究聚焦於旁若文學、賽博龐克、後人類、後冷戰政治、罔兩等主題。

## 作品列表

### 短篇小說
- 《肢解異獸》（遠流出版，小說館）（1995）
- 《異端吸血鬼列傳》（皇冠文化，三色菫系列）（1995）
- 《在玻璃懸崖上走索》（雅音出版，調色文學）（1997）
- 《復返於世界的盡頭》（麥田出版，麥田小說）（2002）
- 《皮繩愉虐邦》（城邦文化）（2006）
- 《銀河滅》（蓋亞文化）（2008）
- 《黑太陽賦格》（蓋亞文化）（2013)
- 《年記1971：風靡宇宙的復刻版》（尖端出版）（2020）

### 長篇小說
- 《末日玫瑰雨》（遠流出版，小說館）（1997）（蓋亞文化，2020）
- 《九死一生》系列
  - 《不見天日的向日葵》（成陽出版，Fantasy Beyond）（2000） （蓋亞文化，2020）
- 《宇宙奧狄賽》系列
  - 《宇宙奧狄賽》（時報出版，Fantasy Beyond）（1995）
  - 《星石驛站》（成陽出版，Fantasy Beyond）（2000）（電子書，蓋亞文化，2021）
  - 《光之復讎》（成陽出版，Fantasy Beyond）（2000）（電子書，蓋亞文化，2021）
  - 《永劫銀河》（成陽出版，Fantasy Beyond）（2000）（電子書，蓋亞文化，2021）
  - 《歙粒無涯》（成陽出版，Fantasy Beyond）（2001）（電子書，蓋亞文化，2021）
  - 《上帝的永夜》（成陽出版，Fantasy Beyond）（2001）（電子書，蓋亞文化，2021）
  - 《魔鬼的破曉》（成陽出版，Fantasy Beyond）（2002）（電子書，蓋亞文化，2021）
- 《混沌輪舞》（蓋亞文化）（2016）
- 《洪荒瀰漫超銀河》（蓋亞文化）（2024）

### 文學批評與文化論述
- 《弔詭書院：漫畫末世學》（尖端出版）（1995）
- 《妖聲魔色：動漫畫誌異》（尖端出版）（1996）
- 《魔鬼筆記》（萬象圖書）（1996）
- 《酷異劄記：索朵瑪聖域》（萬象圖書）（1997）
- 《倒掛在網路上的蝙蝠》（新新聞文化）（1999）
- 《魔道御書房》（蓋亞文化）（2005）
- 《神異真實的跨性別少年：重繪英文幻設小說的酷兒陽剛世界》（香港中文大學，博士論文）（2010）
- 《光幻諸次元註釋本》（蓋亞文化）（2012）
- 《想像不家庭：邁向一個批判的異托邦》（主編）（蓋亞文化）（2019）
- 《彷彿與共在：科幻、旁若、酷兒的文學與文化政治》（蓋亞文化）（2023）

### 翻譯小說
- 尚·惹內，《竊賊日記》（時報文化，1994）
- 安·萊絲，《天譴者的女王》（時報文化，1998）
- 克里斯多夫·諾藍（英语：Christopher Nolan (author)），《時鐘的眼睛》（時報文化，2000）
- 威廉·崔弗，《意外的旅程》（時報文化，2001）
- 菲利普·狄克，《銀翼殺手》（一方出版，2004）
- 娥蘇拉·勒瑰恩，《黑暗的左手》（繆思出版，2004；木馬文化，2017）
- 卓安納·拉思（英语：Joanna Russ），《女身男人》（繆思出版，2005）
- 雪莉·泰珀（英语：Sheri S. Tepper），《通往女人國度之門》（繆思出版，2006）
- 安·萊絲，《少年吸血鬼阿曼德》（時報文化，2009）
- 娥蘇拉·勒瑰恩，《世界誕生之日：諸物語》（繆思出版，2011；木馬文化，2019）

## 外部來源
- 電子書 （页面存档备份，存于）
- あるむ│台湾文学セレクション│フーガ 黒い太陽 （页面存档备份，存于）